# Geoffroys Dreizackblattnase
Geoffroys Dreizackblattnase (Asellia tridens) ist eine Fledermausart aus der Gattung der Dreizack-Blattnasen (Asellia). Diese Art kann wegen ihrer drei charakteristischen senkrechten Fortsätze an der Oberkante des Nasenblattes meist leicht von anderen Arten unterschieden werden.

## Aussehen
Geoffroys Dreizackblattnase ist eine mittelgroße Art der Blattnasenfledermäuse mit kompliziert geformten Nasenblatt, das an seiner Oberkante drei senkrechte Fortsätze aufweist. Der mittlere Fortsatz ist zugespitzt, die beiden seitlichen enden stumpf. Die Fledermaus wiegt normalerweise zwischen 8 und 12 g. Der Unterarm dieser Art hat eine Länge von 46,0–54,1 mm. Die Ohren sind groß. Das kurze Fell ist am Rücken bräunlich-sandfarben und auf der Unterseite orangebraun. Das Fell der Jungtiere hingegen ist hellgrau und an der Unterseite nahezu weiß. In Marokko herrscht eine gelblichbraune Fellfärbung vor und auch die Unterseite ist heller und cremefarben. Der dritte Finger erreicht eine Länge von 59–66 mm und der fünfte eine Länge von 46–52 mm. Die Schwanzspitze ragt in Ruhe 3–5 mm und im Flug wesentlich weiter über den Rand der Schwanzflughaut hinaus. Die Condylobasallänge beträgt 15,8 bis 18,4 mm und die obere Zahnreihe ist 6,3–7,7 mm lang.
Während bei den meisten Fledermausarten die Weibchen größer sind als die Männchen, scheint dieser größenbedingte Sexualdimorphismus bei Geoffroys Dreizackblattnase umgekehrt zu sein. Die Männchen sind also durchschnittlich leicht größer als die Weibchen.

## Verbreitung und Lebensraum
Bei Geoffroys Dreizackblattnase handelt es sich um eine charakteristische Fledermausart für Wüsten- und Halbwüstenregionen. Die Art kommt in Afrika vor allem in der Sahara und dort auch in deren zentralen Bereichen vor. Ihr Verbreitungsgebiet erstreckt sich hierbei auch in den nordwestlichen Maghreb, wo die Art vor allem südlich des hohen Atlas zu finden ist. In Tunesien, Libyen und Ägypten reicht die Verbreitung bis ans Mittelmeer, südlich der Sahara bis Gambia und Somalia. In Asien findet man sie auf der gesamten Arabischen Halbinsel, nördlich bis nach Israel und Syrien und ostwärts über Pakistan bis in die Wüste Thar, wo der östlichste Fundort nahe der indischen Stadt Jaisalmer liegt.

### Quartiere
Es ist eine höhlenbewohnende Art, die in unterirdischen Gängen, Ruinen und Brunnen angetroffen werden kann. Es gibt Berichte von Tieren in Marokko, die in den unterirdischen Wasserkanälen von Oasen (Rhettara) und Höhlen teilweise niedrig über dem Wasser hangen.

## Verhalten
Die Weibchen von Geoffroys Dreizackblattnase können sich auf der arabischen Halbinsel zu Kolonien von mehreren Hundert bis zu 5000 Tieren zusammenschließen. Neben solchen Fortpflanzungskolonien gibt es auch Männchenkolonien von bis zu 50 Individuen. Da die Tiere in Israel, Ägypten und Marokko nur von Mai bis Oktober anzutreffen sind, das Wanderungen in unbekannte Wintergebiete stattfinden.

### Fortpflanzung
Bei dieser Art wird nach 9–10 Wochen Schwangerschaft im späten Frühjahr ein einzelnes Jungtier geboren, welches im Anschluss für etwa 40 Tage gesäugt wird.

### Nahrungssuche
Asellia tridens weist längere Flügel und eine höhere Flügelfächenbelastung als die ansonsten sehr ähnliche Kleine Rundblattnase auf. Dies kann als Anpassung an schnelleren und weniger wendigen Flug in offenen Jagdhabitaten wie Wüsten und Halbwüsten gewertet werden. Dennoch können auch innerhalb von Oasen jagende Tiere angetroffen werden. Es ist daher zu vermuten, dass fast ausschließlich fliegende Beute gejagt wird.

### Ortungslaute
Geoffroys Dreizackblattnase hat lange, frequenzlastige Ortungslaute zwischen 117 und 124 kHz mit deutlich ausgeprägtem frequenzmoduliertem Endteil. Auf Grund der Frequenz ist sie außerdem mit keiner anderen Art in Nordafrika vergleichbar.

## Nahrung
Der Hauptbestandteil der Nahrung dieser insektivoren Art besteht mit 30–80 % stets aus Käfern, wobei diese sich meist zum Großteil aus verschiedenen Laufkäfern und Blatthornkäfern zusammensetzen. Zusätzlich werden standortabhängig auch Schmetterlinge, Heuschrecken, Zweiflügler und Hautflügler in unterschiedlichen Mengen konsumiert. In einigen Populationen wurde zudem ein mit etwa 10 % ungewöhnlich hoher Anteil an Schnabelkerfen festgestellt.

## Gefährdung
Die International Union for Conservation of Nature and Natural Resources (IUCN) stuft Geoffroys Dreizackblattnase als nicht gefährdet (least concern) ein, da die Art ein großes Verbreitungsgebiet hat und der Bestand als stabil eingeschätzt wird.

## Unterarten
Es ist nicht ganz bekannt wie viel Unterarten es tatsächlich gibt, da die meisten sich nicht klar voneinander unterscheiden. Am häufigsten wird allerdings in folgende Unterarten unterteilt:
- Asellia tridens tridens (E. Geoffroy, 1813)
- Asellia tridens murraiana Anderson, 1881

In anderen Publikationen werden außerdem noch die Unterarten Asellia tridens diluta und Asellia tridens pallida aufgeführt. Die Somalische Dreizackblattnase (Asellia italosomalica) wird heute als eigenständige Art aufgefasst, wurde in Vergangenheit allerdings häufig auch als Unterart von Geoffroys Dreizackblattnase (Asellia tridens italosomalica) geführt.